# 박채희 (2008년)
박채희(2012년 ~ )는 대한민국의 배우이다.

## 출연

### 방송

#### 드라마
- 2018년 tvN 《알함브라 궁전의 추억》 - 어린 정민주 역 (이레 아역)

### 광고
- 2017년 KB국민은행